# Eragrostis lurida
Eragrostis lurida är en gräsart som beskrevs av Jan Svatopluk Presl. Eragrostis lurida ingår i släktet kärleksgrässläktet, och familjen gräs. Inga underarter finns listade i Catalogue of Life.